# Большеченчерское сельское поселение
Большеченчерское се́льское поселе́ние — муниципальное образование в Казанском районе Тюменской области Российской Федерации.
Административный центр — село Большая Ченчерь.

## История
Статус и границы сельского поселения установлены Законом Тюменской области от 5 ноября 2004 года № 263 «Об установлении границ муниципальных образований Тюменской области и наделении их статусом муниципального района, городского округа и сельского поселения».

## Население
| 2010 | 2011 | 2012 | 2013 | 2014 | 2015 | 2016 |
| ---- | ---- | ---- | ---- | ---- | ---- | ---- |
| 873  | ↘866 | ↘837 | ↘797 | ↘788 | ↘785 | ↘765 |
| 2017 | 2018 | 2019 | 2020 | 2021 |      |      |
| ↘748 | ↘734 | ↘710 | ↘676 | ↘628 |      |      |

## Состав сельского поселения
| № | Населённый пункт | Тип населённого пункта       | Население |
| - | ---------------- | ---------------------------- | --------- |
| 1 | Большая Ченчерь  | село, административный центр | 427       |
| 2 | Вознесенка       | село                         | 76        |
| 3 | Малая Ченчерь    | деревня                      | 290       |
| 4 | Новопокровка     | деревня                      | 80        |